# Васева
Васева — деревня в Кудымкарском районе Пермского края. Входила в состав Верх-Иньвенского сельского поселения. Располагается на реке Налимашор юго-западнее от города Кудымкара. Расстояние до районного центра составляет 19 км. По данным Всероссийской переписи населения 2010 года, в деревне проживало 88 человек (43 мужчины и 45 женщин).

## История
По данным на 1 июля 1963 года, в деревне проживал 251 человек. Населённый пункт входил в состав Верх-Иньвенского сельсовета.